# Mark Lindsay
Mark Lindsay (Lambeth, 6 marzo 1958) è un ex calciatore inglese, di ruolo centrocampista.

## Carriera
Dopo aver giocato nelle giovanili del Crystal Palace esordisce in prima squadra con i Glaziers (e più in generale tra i professionisti) all'età di 19 anni nella stagione 1973-1974, nella quale il club londinese retrocede in terza divisione, categoria nella quale gioca nella stagione successiva, per un totale di 30 presenze (che rimangono anche le sue uniche in carriera nei campionati della Football League). Nel 1975 si trasferisce negli Stati Uniti per giocare nella NASL con i T.B. Rowdies, con cui tra il 1975 ed il 1977 realizza 6 reti in 59 partite giocate, vincendo tra l'altro anche il campionato nel 1975. In seguito si trasferisce prima agli Houston Hurricane poi ai California Surf, ai S.J. Earthquakes, ai Jacksonville Tea Men ed infine nuovamente ai Tampa Bay Rowdies, con cui nel 1984 gioca le sue ultime partite in carriera da professionista; in totale ha collezionato 185 presenze e 15 reti nella NASL.

## Palmarès

### Club

#### Competizioni nazionali
- North American Soccer League: 1

Tampa Bay Rowdies: 1975